# Squitten
Un squitten es un gato con una deformidad genética que causa una formación parcial o ausencia total del radio, lo que lo hace parecer una ardilla. Estos gatos deben mantenerse en el interior y ser vistos por veterinarios especialistas ya que el manejo a largo plazo de la condición es esencial para la calidad de vida en estos gatos. Es un ejemplo de una mutación genética. La palabra es un acrónimo de squirrel (ardilla) y kitten (gatito).[cita requerida]
El término gato canguro también se usa raramente; Esto se deriva de un espécimen de 1953 conocido como el gato canguro de Stalingrado.

## Características

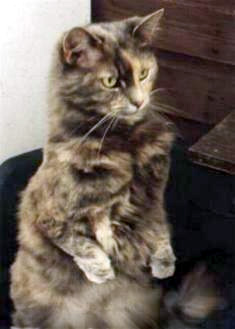
Un squitten con micromelia de la pata delantera sentada en posición vertical, mostrando las extremidades anteriores cortas

El término squitten se usa generalmente para referirse a gatos con la condición de hipoplasia radial (huesos de radio subdesarrollados) o micromelia de la pata delantera (patas delanteras pequeñas) y afecciones relacionadas conocidas como aplasia radial (huesos de radio ausentes), agenesia radial (falla en la formación de los huesos del radio) que produce patas delanteras atrofiadas. La mutación a veces ocurre en la población de reproducción aleatoria, particularmente en poblaciones endogámicas donde se pueden exhibir genes recesivos. Tales gatos también han sido llamados gatos "retorcidos"; A fines de la década de 1990, varios fueron criados deliberadamente en Karma Farms, una granja y criadero de caballos en Marshall, Texas, provocó una protesta pública contra los operadores de la granja. 
La hipoplasia radial se relaciona con una forma de polidactilia, a veces llamada patty pies o pies de hamburguesa por los amantes de los gatos para distinguirlos de los polidactilos del pulgar. Los polidactilos de gato de manopla ordinarios no se ven afectados.
Los gatos con hipoplasia radial o mutaciones similares a menudo se sientan en la grupa con las patas delanteras incapaces de tocar el piso; esto les da un parecido a una ardilla o canguro. Esto plantea consideraciones especiales de cuidado para los dueños de gatos afectados. Los gatitos pueden ser incapaces de amasar eficazmente con sus patas delanteras cortas; Se requiere amasar para estimular el flujo de leche en la madre. Las patas delanteras cortas o retorcidas causan problemas de movilidad y estos gatos pueden adaptarse usando sus patas traseras en un paso de salto. 
Una condición correspondiente que afecta las patas traseras se llama hipoplasia femoral y solo se ha informado tres veces en gatos.
Las características típicas de un squitten son las patas delanteras cortas, con un radio y un cúbito cortos que pueden estar torcidos o ausentes, dedos delanteros adicionales y patas traseras de longitud normal. 